# Trika
Trika (devanagari : त्रिक) est un terme sanskrit utilisé dans le tantrisme qui signifie « triade » ou « trinité », représentant l'unité entre le désir (icchā), la connaissance (jñāna) et l'action (kriyā). Cette trinité est symbolisée par le trident (trishula) de Bhairava.
Le terme est également utilisé pour désigner le courant du shivaïsme du Cachemire.